# Томіслав із Мокрського
Томіслав із Мокрського гербу Єліта (пом. 8 березня 1359) — польський римсько-католицький і державний діяч, канонік краківський і куявський, підканцлер двору Казимира Великого.

## Життєпис
Народився, імовірно, на початку XIV століття у сім'ї каштеляна сандецького, воєводи краківського та сандомирського Томіслава Єлітка з Мокрського та Ельжбети Фальковської. Мав рідного брата Станіслава, доводився племінником Пйотру Щижику із Фалкува.
З 1330 року був чашником надвірним краківського єпископа Яна Ґрота, з 1333 по 1359 рік був краківським катедральним каноніком. Протягом 1345-1348 років був архідияконом ленчицьким і каноніком куявським.
Протягом 1346-1359 років був підканцлером краківським, двору короля Казимира Великого.
Помер Томіслав з Мокрського 8 березня 1359 року.